# Tarkahátú elefántcickány
A tarkahátú elefántcickány (Rhynchocyon cirnei) a gerinchúrosok (Chordata) törzsébe, az emlősök (Mammalia) osztályába, az elefántcickány-alakúak (Macroscelidea) rendjébe és az óriás elefántcickányok (Rhynchocyoninae) nemébe tartozó faj.

## Leírás
Rovarokkal (bogarak, pókok), gyűrűsférgekkel táplálkoznak. Táplálékát ormányszerű orrával szagolja ki az avarban.
Természetes ellenségei leginkább a ragadozó madarak (héják, keselyűk, sasok), kígyók és nagyobb húsevő állatok.
A tarkahátú elefántcickányok minimum 6 évig élnek a vadonban.
Veszélyeztetett faj, elsősorban az erdőirtások miatt.